# Too Mean to Die
Too Mean to Die ist das 16. Studioalbum der deutschen Heavy-Metal-Band Accept. Es erschien im Januar 2021 bei Nuclear Blast und wurde wie schon die vier letzten Alben der Band von Andy Sneap produziert. Drei Singles, The Undertaker, der Titelsong sowie Zombie Apocalypse wurden vorab veröffentlicht.

## Hintergrund
Das Album wurde zum fünften Mal mit Andy Sneap aufgenommen. Erstmals sind der neue Bassist Martin Motnik, der den langjährigen Bassisten Peter Baltes ablöste, sowie der neue dritte Gitarrist Philip Shouse zu hören.

## Rezeption
Im deutschen Metal Hammer erhielt das Album 5,5 von sieben Punkten. Sebastian Kessler schrieb: „Das 16. Studioalbum, und das fünfte seit der Wiederauferstehung 2010: Was kann da noch kommen? Exakt das, was man als Fan erwartet! Selbst Produzent Andy Sneap blieb einfach auf seinem Hocker sitzen. Dass Peter Baltes erstmals nicht den Bass bedient (sondern Martin Motnik an dessen Stelle), ist auf dem Papier und im Fan-Herz ein großer Einschnitt, ändert aber exakt null am Ergebnis, solange Sänger Mark Tornillo und Gitarrist Wolf Hoffmann die Metal-Maschine an vorderster Front am Laufen halten.“
Das Album erreichte Platz zwei der deutschen Albumcharts.

## Titelliste
| Nr.          | Titel                   | Musik                                                   | Länge |
| ------------ | ----------------------- | ------------------------------------------------------- | ----- |
| 1.           | Zombie Apocalypse       | Wolf Hoffmann, Mark Tornillo                            | 5:35  |
| 2.           | Too Mean to Die         | Wolf Hoffmann, Mark Tornillo, Deaffy                    | 4:21  |
| 3.           | Overnight Sensation     | Wolf Hoffmann, Mark Tornillo, Deaffy                    | 4:24  |
| 4.           | No Ones Master          | Martin Motnik, Wolf Hoffmann, Mark Tornillo             | 4:10  |
| 5.           | The Undertaker          | Wolf Hoffmann, Mark Tornillo                            | 5:37  |
| 6.           | Sucks to Be You         | Martin Motnik, Wolf Hoffmann, Mark Tornillo             | 4:05  |
| 7.           | Symphony of Pain        | Wolf Hoffmann, Mark Tornillo, Deaffy                    | 4:39  |
| 8.           | The Best Is Yet to Come | Wolf Hoffmann, Mark Tornillo, Martin Motnik, Deaffy     | 4:47  |
| 9.           | How Do We Sleep         | Wolf Hoffmann, Mark Tornillo, Martin Motnik, Deaffy     | 5:41  |
| 10.          | Not My Problem          | Wolf Hoffmann, Martin Motnik, Mark Tornillo, Deaffy     | 4:21  |
| 11.          | Samson and Delilah      | Camille Saint-Saëns, Antonín Dvořák, Arr. Wolf Hoffmann | 4:31  |
| Gesamtlänge: | Gesamtlänge:            | Gesamtlänge:                                            | 52:11 |